# Rauhkopf
Le Rauhkopf ou Raukopf est une montagne qui s’élève à 3 070 m d’altitude dans les Hohe Tauern, en Autriche.
Le sommet est situé à moins d'un kilomètre au nord du refuge de Bonn-Matreier (2750 m) ; il est, comme le Säulkopf voisin (3 209 m d'altitude), l'une des destinations sommitales des Hohe Tauern facilement accessibles.